# هانس بوش
هانس بوش (بالألمانية: Hans Busch)‏ هو فيزيائي ألماني، ولد في 27 فبراير 1884 في يوشن ‏ في ألمانيا، وتوفي في 16 ديسمبر 1973 في دارمشتات في ألمانيا.